# Budapest I. kerülete
Budapest I. kerülete (hivatalos neve: Budavár) a Duna jobb partján, Budán fekszik. Északon a II. kerület, nyugaton a XII. kerület, délen a XI. kerület, míg keleten a Duna által az V. kerület határolja. A kerületnek jelenleg 5 városrésze van, Budai Várnegyed, Gellérthegy egy része, Krisztinaváros egy része, Tabán, és a Víziváros egy része. Jelentősebb terei többek között a Batthyány tér, Bécsi kapu tér, Clark Ádám tér, Szentháromság tér és a Széll Kálmán tér. Jelentősebb parkjai többek között a Vérmező, Európa Liget, Horváth-kert, Lánchíd Park és a Filozófusok kertje. Főbb közlekedési csomópontjai a Déli pályaudvar és a Batthyány tér. 
Az I. kerület 1873. november 17-én jött létre Budapest megalapításakor. 1930-ban az I. kerületet három részre osztották, 1934-ben előbb a XI. kerület alakult meg, majd 1940-ben a XII. kerület is. A kerület mai határait 1950-ben alakították ki. 
A kerület területe 3,41 km², lakosainak száma a 2023-as becslés alapján 24 094 fő, illetve népsűrűsége 7065 fő/km², ezzel a fővárosi kerületek közül a negyedik legkisebb területű kerülete, második legkisebb népességével rendelkező kerülete és a hatodik legsűrűbben lakott kerülete.

## Földrajz
Északon Budapest II. kerülete, nyugaton a XII. kerület, délen a XI. kerület, míg keleten a Duna által az V. kerület határolja.

## Politika

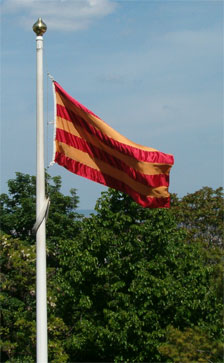
Az I. kerület zászlaja a Bécsi kapunál

### Polgármesterei
- 1990–1993: Ligeti Imre (MDF)[4][5]
- 1994–1994: Vígh Béla (MDF)[6]
- 1994–1998: Katona Tamás (MDF–KDNP–Fidesz)[7]
- 1998–2002: Nagy Gábor Tamás (Fidesz–MDF)[8]
- 2002–2006: Nagy Gábor Tamás (Fidesz–MDF–MKDSZ)[9]
- 2006–2010: Nagy Gábor Tamás (Fidesz–KDNP)[10]
- 2010–2014: Nagy Gábor Tamás (Fidesz–KDNP)[11]
- 2014–2019: Nagy Gábor Tamás (Fidesz–KDNP)[12]
- 2019–2024: Váradiné Naszályi Márta (Momentum–DK–MSZP–Párbeszéd–LMP)[13]
- 2024–: Böröcz László (Fidesz–KDNP)[2]

1993 novemberében Ligeti Imre lemondott a tisztségről, utódját csak ötödik alkalommal, 1994 januárjában tudta megválasztani a képviselő-testület.
Nagy Gábor Tamás 21 évig volt polgármester, ezzel ő volt a rendszerváltás óta a kerület leghosszabb időn át regnáló polgármestere.

### A 2024-es önkormányzati választás eredménye
- A polgármester-választás eredménye[14]

| Jelölt neve                 | Jelölő szervezet(ek) | Jelölő szervezet(ek)                                              | Szavazatok száma | Szavazatok aránya |
| --------------------------- | -------------------- | ----------------------------------------------------------------- | ---------------- | ----------------- |
| Böröcz László               |                      | Fidesz–KDNP                                                       | 6014             | 44,99%            |
| Váradiné Naszályi Márta     |                      | Várunk Egyesület – DK – MSZP – Párbeszéd- ZÖLDEK – Momentum – MMN | 5551             | 41,53%            |
| Dr. Nánásiné Abonyi Gyöngyi |                      | MKKP                                                              | 1802             | 13,48%            |
| Összesen                    |                      |                                                                   | 13 367           | 100%              |

- A képviselőtestület-választás eredménye[15]

| Párt | Párt                                                        | Mandátumok | Képviselő-testület | Képviselő-testület | Képviselő-testület | Képviselő-testület | Képviselő-testület | Képviselő-testület | Képviselő-testület | Képviselő-testület | Képviselő-testület |
| ---- | ----------------------------------------------------------- | ---------- | ------------------ | ------------------ | ------------------ | ------------------ | ------------------ | ------------------ | ------------------ | ------------------ | ------------------ |
|      | Fidesz–KDNP                                                 | 8          | P                  |                    |                    |                    |                    |                    |                    |                    |                    |
|      | Várunk Egyesület – DK – MSZP – Párbeszéd- ZÖLDEK – Momentum | 3          |                    |                    |                    |                    |                    |                    |                    |                    |                    |
|      | MKKP                                                        | 1          |                    |                    |                    |                    |                    |                    |                    |                    |                    |

### Országgyűlési képviselő
Jelenleg az I. kerület egy országgyűlési egyéni választókerülethez tartozik, a Budapesti 1. számúhoz.
| Képviselő | Képviselő    | Párt        | Időszak     | Választókerület   | Választás |
| --------- | ------------ | ----------- | ----------- | ----------------- | --------- |
|           | Rogán Antal  | Fidesz-KDNP | 2014 – 2018 | Budapest 01. OEVK | 2014      |
|           | Csárdi Antal | LMP         | 2018 –      | Budapest 01. OEVK | 2018      |
| 2022      | Csárdi Antal | LMP         | 2018 –      | Budapest 01. OEVK |           |

## Népesség
Az I. kerület lakónépessége 2022. október 1-jén 23 685 fő volt, ami Budapest össznépességének 1,4%-át tette ki. A 2011-es népszámlálás óta 473 fővel csökkent a kerület lakosság száma. Ebben az évben az egy km²-re jutó lakók száma, átlagosan 6946 ember volt. Az I. kerület népesség korösszetétele igen kedvezőtlen. 2022-ben a kerület lakónépességének a 12%-a 14 évnél fiatalabb, míg a 65 éven felülieké 25% volt. 2022-ben a férfiaknál 77,5, a nőknél 81,9 év volt a születéskor várható átlagos élettartam. A legmagasabb befejezett iskolai végzettség szerint a diplomával rendelkezők élnek a legtöbben a kerületben 12 249 fő, utánuk következő nagy csoport az érettségi végzettséggel rendelkezők 5926 fővel. 2022-ben a 6 évnél idősebb népesség 91%-nál volt internet elérési lehetősége. A népszámlálás adatai alapján a kerület lakónépességének 23,1%-a, mintegy 5467 személy vallotta magát valamely kisebbséghez tartozónak. A kisebbségek közül német, ukrán és román nemzetiségűnek vallották magukat a legtöbben.
A 19. század utolsó harmadától az I. kerület lakosságszáma egyenletesen növekedett, egészen 1920-ig. Az 1920-as éveket követő gazdasági pangásnak köszönhetően a kerület népessége megtorpant és stagnálni kezdett. A második világháború következtében a kerület a lakosságának a 26,4%-át veszítette el. Az 50-es években ugrásszerűen megnőtt a kerület népessége, és egészen 1970-ig nőtt a lakosság száma. A legtöbben 1970-ben éltek a kerületben 46 631 fő. A 70-es évektől, egészen napjainkig csökken a kerület népességszáma, ma már kevesebben laknak az I. kerületben, mint 1870-ben.
A 2022-es népszámlálási adatok szerint a magukat vallási közösséghez tartozónak valló I. kerületiek túlnyomó többsége római katolikusnak tartja magát. Emellett jelentős egyház a kerületben, még a református.

### Iskolai végzettség
| Iskolai végzettség                | Iskolai végzettség               | Iskolai végzettség | Iskolai végzettség | Iskolai végzettség |
| --------------------------------- | -------------------------------- | ------------------ | ------------------ | ------------------ |
|                                   |                                  |                    |                    | fő                 |
| Általános iskolát nem végezte el  | Általános iskolát nem végezte el |                    | 1619               | 1619               |
| Általános iskola                  | Általános iskola                 |                    | 1654               | 1654               |
| Szakmunkás                        | Szakmunkás                       |                    | 927                | 927                |
| Érettségi                         | Érettségi                        |                    | 5926               | 5926               |
| Diploma                           | Diploma                          |                    | 12249              | 12249              |
| A 2022. évi népszámlálás szerint. |                                  |                    |                    |                    |

A 2001-es népszámlálási adatok alapján, az I. kerületben a legmagasabb befejezett iskolai végzettség szerint a diplomával rendelkezők éltek a legtöbben 8890 fővel. Második legnagyobb csoport az érettségi végzettséggel rendelkezőek voltak 8485 fővel, utánuk következett az általános iskolai végzettséggel rendelkezők 4244 fővel, az általános iskolai végzettséggel nem rendelkezők 2397 fővel, végül a szakmunkások 860 fővel.
A 2011-es népszámlálási adatok alapján, az I. kerületben a legmagasabb befejezett iskolai végzettség szerint a diplomával rendelkezők éltek a legtöbben 11 108 fővel. Második legnagyobb csoport az érettségi végzettséggel rendelkezőek voltak 7141 fővel, utánuk következett az általános iskolai végzettséggel rendelkezők 2275 fővel, az általános iskolai végzettséggel nem rendelkezők 1161 fővel, végül a szakmunkások 993 fővel.
A 2022-es népszámlálási adatok alapján, az I. kerületben a legmagasabb befejezett iskolai végzettség szerint a diplomával rendelkezők éltek a legtöbben 12 249 fővel. Második legnagyobb csoport az érettségi végzettséggel rendelkezőek voltak 5926 fővel, utánuk következett az általános iskolai végzettséggel rendelkezők 1654 fővel, az általános iskolai végzettséggel nem rendelkezők 1619 fővel, végül a szakmunkások 927 fővel.

### Etnikai összetétel
A 2001-es népszámlálás adatok szerint a kerület lakossága 25 914 fő volt, ebből 24 117 fő magyarnak vallotta magát. A kerület lakosságának a 6,7%-a vallotta magát valamely kisebbséghez tartozónak. Magyar állampolgársággal rendelkező nemzetiségiek száma 1304 fő, míg a magyar állampolgársággal nem rendelkezők száma 418 fő volt. Az első három legnagyobb nemzetiségi csoport a kerületben a német (415 fő), szlovák (79 fő) és a cigány (53 fő) volt. A cigányok aránya a népszámlálásokban szereplőnél lényegesen magasabb, akár három négyszerese is lehet.
A 2011-es népszámlálás adatok szerint a kerület lakossága 24 158 fő volt, ebből 20 017 fő magyarnak vallotta magát. A kerület lakosságának a 13,4%-a vallotta magát valamely kisebbséghez tartozónak. Magyar állampolgársággal rendelkező nemzetiségiek száma 2427 fő, míg a magyar állampolgársággal nem rendelkezők száma 819 fő volt. Az első három legnagyobb nemzetiségi csoport a kerületben a német (678 fő), orosz (98 fő) és a román (85 fő) volt. 10 év alatt a legjelentősebben a németek és a románok száma nőtt.
A 2022-es népszámlálás adatok szerint a kerület lakossága 23 685 fő volt, ebből 19 355 fő magyarnak vallotta magát. A kerület lakosságának a 23,1%-a vallotta magát valamely kisebbséghez tartozónak. Magyar állampolgársággal rendelkező nemzetiségiek száma 3901 fő, míg a magyar állampolgársággal nem rendelkezők száma 1566 fő volt. Az első három legnagyobb nemzetiségi csoport a kerületben a német (585 fő), ukrán (249 fő) és a román (124 fő) volt. 11 év alatt a legjelentősebben az ukránok és a kínaiak száma nőtt.

### Vallási összetétel
I. kerület lakóinak vallási összetétele 2022-ben
A 2001-es népszámlálási adatok alapján, az I. kerületben a lakosság több mint fele (71,9%) kötődik valamelyik vallási felekezethez. A legnagyobb vallás a kerületben a kereszténység, melynek legelterjedtebb formája a katolicizmus (53,1%). A katolikus egyházon belül a római katolikusok száma 13 453 fő, míg a görögkatolikusok 314 fő. A kerületben népes protestáns közösségek is élnek, főleg reformátusok (3296 fő) és evangélikusok (1008 fő). A zsidó vallási közösséghez tartózók száma 205 fő. Az ortodox kereszténység inkább az országban élő egyes nemzeti kisebbségek (oroszok, ukránok, románok, szerbek, görögök) felekezetének számít, számuk elenyésző az egész kerületi lakosságához képest (55 fő). Szerte a kerületben számos egyéb kisebb keresztény egyházi közösség működik. Jelentős a száma azoknak a kerületben, akik vallási hovatartozásukat illetően nem kívántak válaszolni (13,9%). Felekezeten kívülinek a kerület lakosságának 14,3%-a vallotta magát.
A 2011-es népszámlálás adatai alapján, az I. kerületben a lakosság több mint fele (52,2%) kötődik valamelyik vallási felekezethez. Az elmúlt tíz év alatt a kerületi lakosság vallási felekezethez tartozása jelentősen csökkent, ennek egyik oka, hogy sokan nem válaszoltak. A legnagyobb vallás a kerületben a kereszténység, melynek legelterjedtebb formája a katolicizmus (37,3%). Az elmúlt tíz év alatt, a katolikus valláshoz tartozók száma 15,3%-kal esett vissza. A katolikus egyházon belül a római katolikusok száma 8808 fő, míg a görögkatolikusok 193 fő. A kerületben népes protestáns közösségek is élnek, főleg reformátusok (2142 fő) és evangélikusok (669 fő). A zsidó vallási közösséghez tartózók száma 188 fő. A buddhista vallási közösséghez tartozók száma 93 fő. Az ortodox kereszténység inkább az országban élő egyes nemzeti kisebbségek (oroszok, ukránok, románok, szerbek, görögök) felekezetének számít, számuk elenyésző az egész kerületi lakosságához képest (64 fő). A muszlim vallási közösséghez tartozók száma 24 fő. Összességében elmondható, hogy az elmúlt tíz év során az ortodox egyházon kívül, minden más egyházi felekezetekhez tartozók száma jelentősen csökkent. Jelentős a száma azoknak a kerületben, akik vallási hovatartozásukat illetően nem kívántak válaszolni (30,4%), tíz év alatt a számuk megduplázódott. Felekezeten kívülinek a kerület lakosságának 17,4%-a vallotta magát.
A 2022-es népszámlálás adatai alapján, az I. kerületben a lakosság kevesebb mint a fele (43,5%) kötődik valamelyik vallási felekezethez. Az elmúlt tizenegy év alatt a kerületi lakosság vallási felekezethez tartozása jelentősen csökkent, ennek egyik oka, hogy sokan nem válaszoltak. A legnagyobb vallás a kerületben a kereszténység, melynek legelterjedtebb formája a katolicizmus (30,6%). Az elmúlt tizenegy év alatt, a katolikus valláshoz tartozók száma 6,7%-kal esett vissza. A katolikus egyházon belül a római katolikusok száma 6917 fő, míg a görögkatolikusok 191 fő. A kerületben népes protestáns közösségek is élnek, főleg reformátusok (1830 fő) és evangélikusok (539 fő). A zsidó vallási közösséghez tartózók száma 136 fő. A buddhista vallási közösséghez tartozók száma 87 fő. Az ortodox kereszténység inkább az országban élő egyes nemzeti kisebbségek (oroszok, ukránok, románok, szerbek, görögök) felekezetének számít, számuk elenyésző az egész kerületi lakosságához képest (78 fő). A muszlim vallási közösséghez tartozók száma 27 fő. Összességében elmondható, hogy az elmúlt tizenegy év során az ortodox és a muszlim egyházon kívül, minden más egyházi felekezetekhez tartozók száma jelentősen csökkent. Jelentős a száma azoknak a kerületben, akik vallási hovatartozásukat illetően nem kívántak válaszolni (40,5%). Felekezeten kívülinek a kerület lakosságának 16%-a vallotta magát.

## Gazdaság
I. kerületi székhellyel rendelkező legnagyobb 20 vállalat nettó árbevétel alapján.
| Rangsor | Vállalat                            | Nettó árbevétel (Mrd Ft) 2021 | Alkalmazottak | Főtevékenység                                             |
| ------- | ----------------------------------- | ----------------------------- | ------------- | --------------------------------------------------------- |
| 1       | Szerencsejáték Zrt.                 | 701,4                         | 1 897         | Szerencsejáték, fogadás                                   |
| 2       | MABANAFT HUNGARY Kft.               | 78,1                          | 10            | Üzem-, tüzelőanyag nagykereskedelem                       |
| 3       | SWIETELSKY Magyarország Kft.        | 50,7                          | 628           | Út, autópálya építés                                      |
| 4       | SWIETELSKY Kft.                     | 44,4                          | -             | Út, autópálya építés                                      |
| 5       | Axereal Hungary Kft.                | 19,2                          | 44            | Gabona, dohány, vetőmag, takarmány nagykereskedelem       |
| 6       | Dr. Oetker Kft.                     | 17,4                          | 310           | Malomipari termék gyártása                                |
| 7       | KEVAIMPEX Zrt.                      | 13,5                          | 423           | Élelmiszer jellegű bolti vegyes kiskereskedelem           |
| 8       | Belfry PE Kft.                      | 11,4                          | 52            | Út, autópálya építés                                      |
| 9       | BANINA Kft.                         | 11,2                          | 3             | Zöldség-, gyümölcs-nagykereskedelem                       |
| 10      | SUMI AGRO HUNGARY Kft.              | 10,7                          | 25            | Vegyi áru nagykereskedelem                                |
| 11      | Industrial Technologies Kft.        | 10,3                          | 24            | Információ-technológiai szaktanácsadás                    |
| 12      | GVS Hungary Kft.                    | 8,1                           | 4             | Nemesfém kereskedelem                                     |
| 13      | Accor-Pannonia Hotels Zrt.          | 7,2                           | 562           | Szállodai szolgáltatás                                    |
| 14      | ODD Consulting Kft.                 | 7,2                           | 16            | Gép, berendezés nagykereskedelem                          |
| 15      | Stanley Black & Decker Hungary Kft. | 7,2                           | 23            | Szerszámgép-nagykereskedelem                              |
| 16      | Mangal Ilona Sertéshizlalda Kft.    | 6,5                           | -             | Állattenyésztési szolgáltatás                             |
| 17      | Scientific Games Kft.               | 5,9                           | 203           | Számítógépes programozás                                  |
| 18      | Várkapitányság Nonprofit Zrt.       | 5,6                           | 523           | Történelmi hely, építmény, egyéb látványosság működtetése |
| 19      | ISV Zrt.                            | 5,4                           | 55            | Haszonállat-eledel gyártása                               |
| 20      | Eubility Group Kft.                 | 5,3                           | 60            | Üzletviteli, egyéb vezetési tanácsadás                    |

## Közlekedés

### Metró- és HÉV-állomások a kerületben
| Vonal | Állomás neve     | Megnyitás időpontja | Átszállási kapcsolatok |
| ----- | ---------------- | ------------------- | --- |
|       | Batthyány tér    | 1972. december 22.  | 11, 39, 111 19, 41 990 |
|       | Széll Kálmán tér | 1972. december 22.  | 4, 6, 17, 56, 56A, 59, 59A, 59B, 61 5, 16, 16A, 21, 21A, 22, 22A, 39, 91, 102, 116, 128, 129, 139, 140, 140A, 149, 155, 156, 221, 222 782, 783, 784, 785, 786, 787, 789, 794, 795 916, 922, 922B, 956, 960, 990 |
|       | Déli pályaudvar  | 1972. december 22.  | 17, 56, 56A, 59, 59A, 59B, 61 21, 21A, 39, 91, 102, 139, 140, 140A, 221 960, 990 S10 S12 S30 G30 Z30 S34 S35 S40 Z40 S42 Z42 IC, sebesvonat, gyorsvonat, expresszvonat,                                         |

## Kultúra

### Oktatási rendszer
A kerületi önkormányzat fenntartásában egy óvoda, a Brunszvik Teréz Budavári Óvodák, összesen hét telephellyel, három általános iskola (Batthyány Lajos Általános Iskola, Budavári Általános Iskola, Lisznyai Utcai Általános Iskola), négy gimnázium (Kosztolányi Dezső Gimnázium, Szilágyi Erzsébet Gimnázium, Toldy Ferenc Gimnázium, Petőfi Sándor (korábban Werbőczy) Gimnázium), egy zeneiskola (Farkas Ferenc Zeneiskola), valamint egy nevelési tanácsadó és logopédiai intézet működik. Ezen kívül több egyházi oktatási-nevelési intézmény is található a kerületben (Budapesti Egyetemi Katolikus Gimnázium, Szent Gellért Katolikus Általános Iskola és Gimnázium).
A Gellérthegyen működik a Mathias Corvinus Collegium.

### Kulturális intézmények

#### Múzeumok
- Arany Sas Patikamúzeum
- Budapesti Történeti Múzeum
- Hadtörténeti Intézet és Múzeum
- Magyar Nemzeti Galéria
- Mátyás templom gyűjteménye

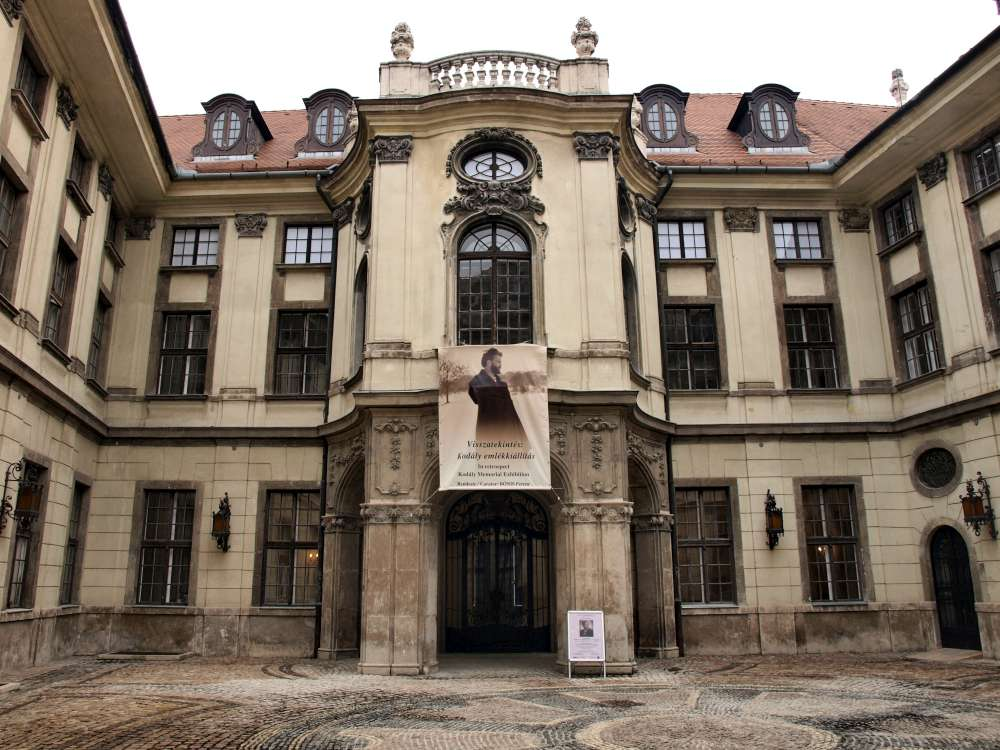
A Zenetörténeti Múzeum udvara

- Országos Színháztörténeti Múzeum és Intézet
- Semmelweis Orvostörténeti Múzeum
- Zenetörténeti Múzeum

### Helyi média
- Krisztinavárosi TV
- Várnegyed (a kerületi önkormányzat 1995 óta kéthetente megjelenő ingyenes újsága, ISSN 2060-6303). Utcanévlexikon című rovatában rendszeresen közöl részletes helytörténeti tanulmányokat, muzeális fényképekkel, valamint Böröcz László polgármester PR anyagait.
- Kerületi facebook közösség:  https://www.facebook.com/1.kerulet

## Turizmus

### Épített örökség
- Budai Várnegyed
  - Bécsi kapu

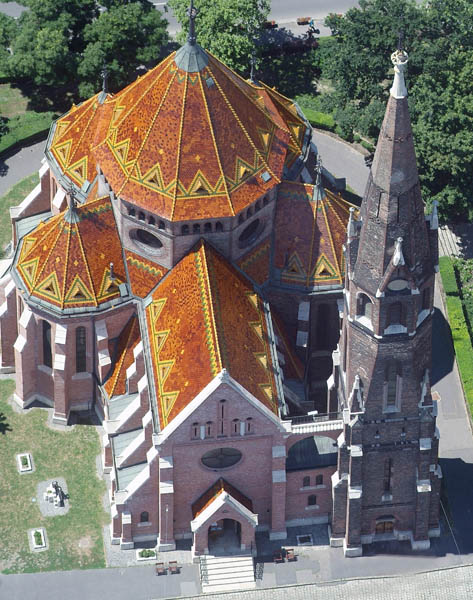
A Szilágyi Dezső téri templom légifotója

  - Budavári evangélikus templom (Bécsi kapu tér)
  - Budai Vár-barlang
  - Budavári Palota
  - Francia Intézet
  - Halászbástya
  - Mátyás-templom
  - Nemzeti Táncszínház
  - Magyar Nemzeti Levéltár
  - Sándor-palota
  - Budavári sikló
  - Szentháromság-szobor
  - Várszínház
- Víziváros
  - Batthyány tér
- Tabán
- Krisztinaváros
  - Naphegy
  - Vérmező
  - Városmajor
  - Krisztinavárosi Havas Boldogasszony-plébániatemplom
- Gellért-hegy

## Sport
A kerületben 2010-ben épült egy tanuszoda az ottani általános iskolások részére, amit úgy építettek meg, hogy úszásoktatásra ne legyen alkalmas, így a gyerekek kénytelenek más kerületekben lévő uszodákba járni.

## Testvérvárosok
A Budavári Önkormányzat testvérvárosi kapcsolatait elsősorban a közép-európai országok fővárosainak belvárosi kerületeivel, valamint határon túli magyar városokkal alakította ki. A kerület testvérvárosai a következők:
- Bécs I. kerülete, Ausztria
- Capestrano, Olaszország
- Carouge, Svájc
- Lendva, Szlovénia
- Marlow, Egyesült Királyság
- Munkács, Ukrajna
- Prága I. kerülete, Csehország
- Pozsony I. kerülete, Szlovákia
- Regensburg, Németország
- Székelyudvarhely, Románia
- Varsó – Śródmieście, Lengyelország
- Zenta, Szerbia

## Képgaléria

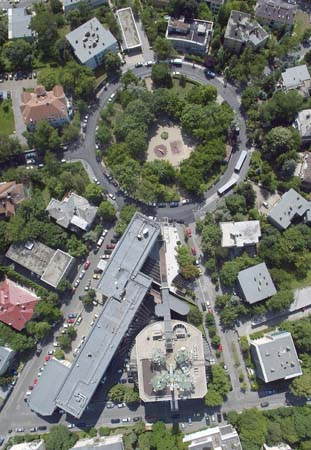
A Naphegy ortofotója
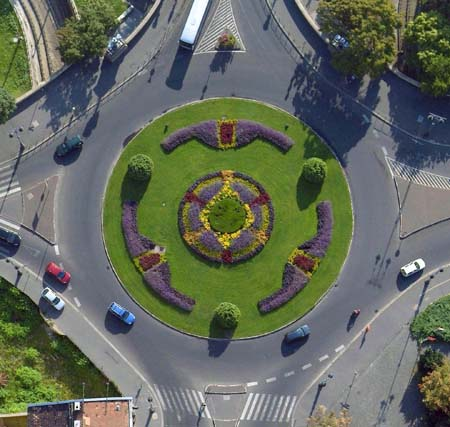
A Clark Ádám tér madártávlatból
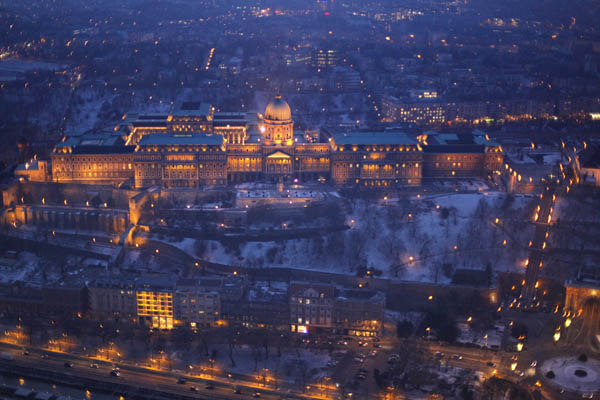
A vár éjszaka
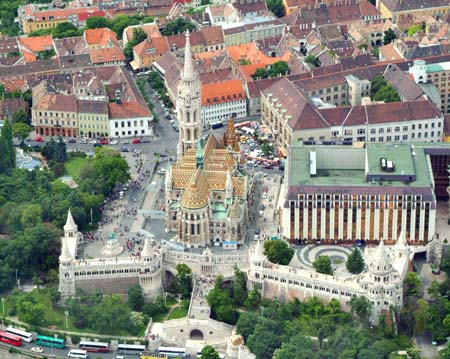
A Halászbástya és a Mátyás templom légifelvételen
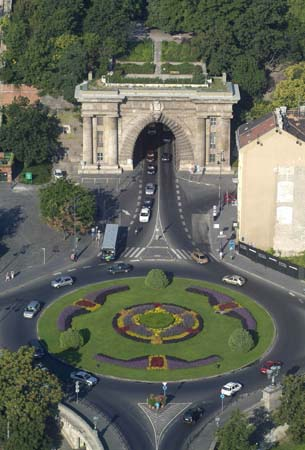
Az alagút légifotója
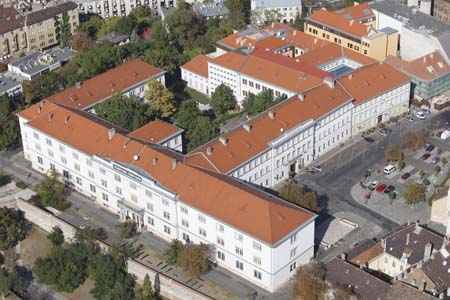
A Hadtörténeti Múzeum madártávlatból